# 法語對英語的影響
法語對英語的影響不僅侷限於其句法和文法上，也與其詞彙、拼寫和發音有關。多數的法語詞彙於1066年諾曼征服英格蘭後融入英語中，法語在直到百年戰爭的接下來的數個世紀中，成為當時的盎格魯-諾曼法院、政府以及精英階級流通的語言。自此，英語不斷受到法語的影響。根據Lawless的說法，超過三分之一的英語詞彙源於法語。語言學家Henriette Walter指出，法語詞彙占英語詞彙量的三分之二以上。語言學家Anthony Lacoudre估計，超過四萬個英語單字直接源自於法語，而且法語使用者可以在沒有正寫法差異的影響下理解其字義。

## 法語在英格蘭的歷史

### 公元1066年以前
在11世紀初期，「英語」一詞處於沒有明確定義的狀態。當時大不列顛島上沒有一種廣泛流通的通用語，多數的語言是許多不同日耳曼語言的多樣方言連續體。西元前4世紀，多種凱爾特語言共存於大不列顛島。西元1世紀起，部分地區經歷羅馬帝國長達四個世紀的佔領。公元450年，來自歐洲大陸的撒克遜人、盎格魯人和朱特人相繼跨海定居在南部與東部。日耳曼語言逐漸取代當地凱爾特語言，成為這些地區的主流語言，而凱爾特語言則只存續於島嶼的西部與北部（威爾斯、康瓦爾、蘇格蘭）以及愛爾蘭島。8世紀，維京人從斯堪地那維亞來到了大不列顛島定居，而他們的語言也同樣是日耳曼語言，又反過來支配了原本已存在島上的語言。11世紀末，島上雖然沒有廣泛流通的通用語，但多數已屬於日耳曼語言。

### 諾曼征服英格蘭之後
諾曼人在黑斯廷斯戰役中面對一群語言不統一的族群。公元1066年9月29日，諾曼第公爵紀堯姆二世（征服者威廉）在黑斯廷斯登陸，他將部隊部屬在城市周遭，等待哈羅德國王的軍隊。10月14日，哈羅德的部隊因為長途跋涉至黑斯廷斯，在一天之內就輸掉了戰爭。英國人輸掉戰爭後，諾曼第公爵紀堯姆二世（征服者威廉）在1066年12月25日成為英格蘭國王，他以英格蘭威廉一世之名加冕，並以征服者威廉而聞名。這也開啟了英語和法語的長期交流。然而，事實上，英法語之間的連結在此之前早已存在。相隔著英吉利海峽的英格蘭與諾曼第早已存在緊密的商業往來。11世紀，諾曼第公爵理查二世的女兒艾瑪（Emma）與英格蘭國王埃塞爾雷德二世成親更加深了雙方的關係。不過總體來說，原始英語是在公元1066年以後才受到古法語的大量影響。直到18世紀，英語都沒有對法語產生影響力。11世紀，征服者威廉及其貴族到達英格蘭，大大改變了英格蘭的語言狀況。新的盎格魯-諾曼統治階層將諾曼人的語言強加於上流社會中，包含王室宮廷、貴族圈子、司法系統以及教會等。有影響力的諾曼人在日常生活中持續使用母語，而在城市郊區或鄉下地區則持續流通各種古英語。
諾曼語是流通於諾曼第地區的一種高盧-羅馬語言，是分佈在法蘭西北部的一種奧依語。諾曼語和古英語接觸後發生了變化，吸收了古英語的詞彙並形成盎格魯-諾曼語。盎格魯-諾曼語是一種口頭語言，流通於11世紀的英國文學、文化、法庭以及傳道等領域。法語對古英語的影響體現在盎格魯-諾曼語的流通上。12世紀，法語對古英語的影響日益增大。法語在英格蘭是一種高階級語言，尤其是在貴族和神職人員中，並成為司法系統的標準語言。貴族家庭（多數是諾曼人）教子女法語，並且送往法國求學。王室婚姻也讓法語在英格蘭的影響力增大。從12世紀初亨利二世與亞奎丹的艾莉諾結婚，到15世紀亨利六世與瑪格麗特·德·安茹結婚，許多英格蘭國王娶了法國公主。這些婚姻使法語在數個世紀間始終是英國法院的官方語言，促進了法語在英格蘭的影響力。在這個時期（12世紀-15世紀），大量的法語單詞湧入古英語詞彙。

## 書目
- Chirol Laure, Les « mots français » et le mythe de la France en anglais contemporain, Paris, Klincksieck (coll. « Études linguistiques », 17), 1973, 215 p.
- Duchet Jean-Louis, « Éléments pour une histoire de l'accentuation lexicale en anglais », Études Anglaises : Grande-Bretagne, États-Unis, vol. 47, 1994, pp. 161–170.
- Kristol Andres Max, « Le début du rayonnement parisien et l'unité du français au Moyen âge : le témoignage des manuels d'enseignement du français écrits en Angleterre entre le XIIIe et le début du XVe siècle », Revue de Linguistique Romane, vol. 53, (1989), pp. 335–367.
- Lusignan Serge, La langue des rois au Moyen Âge. Le français en France et en Angleterre, Paris, PUF (coll. « Le nœud gordien »), 2004, 296 p.
- Mossé Fernand, Esquisse d'une histoire de la langue anglaise, 1ère édition, Lyon, IAC, 1947, 268 p.
- Rothwell William, « À quelle époque a-t-on cessé de parler français en Angleterre ? », Mélanges de philologie romane offerts à Charles Camproux, 1978, pp. 1075–1089.
- Walter Henriette, Honni soit qui mal y pense : l'incroyable histoire d'amour entre le français et l'anglais, Paris, Robert Laffont, 2001, 364 p.